# Pseudacraea obscurata
Pseudacraea obscurata är en fjärilsart som beskrevs av Karl Grünberg 1911. Pseudacraea obscurata ingår i släktet Pseudacraea och familjen praktfjärilar. Inga underarter finns listade i Catalogue of Life.